# Ceres (fartyg 1953)

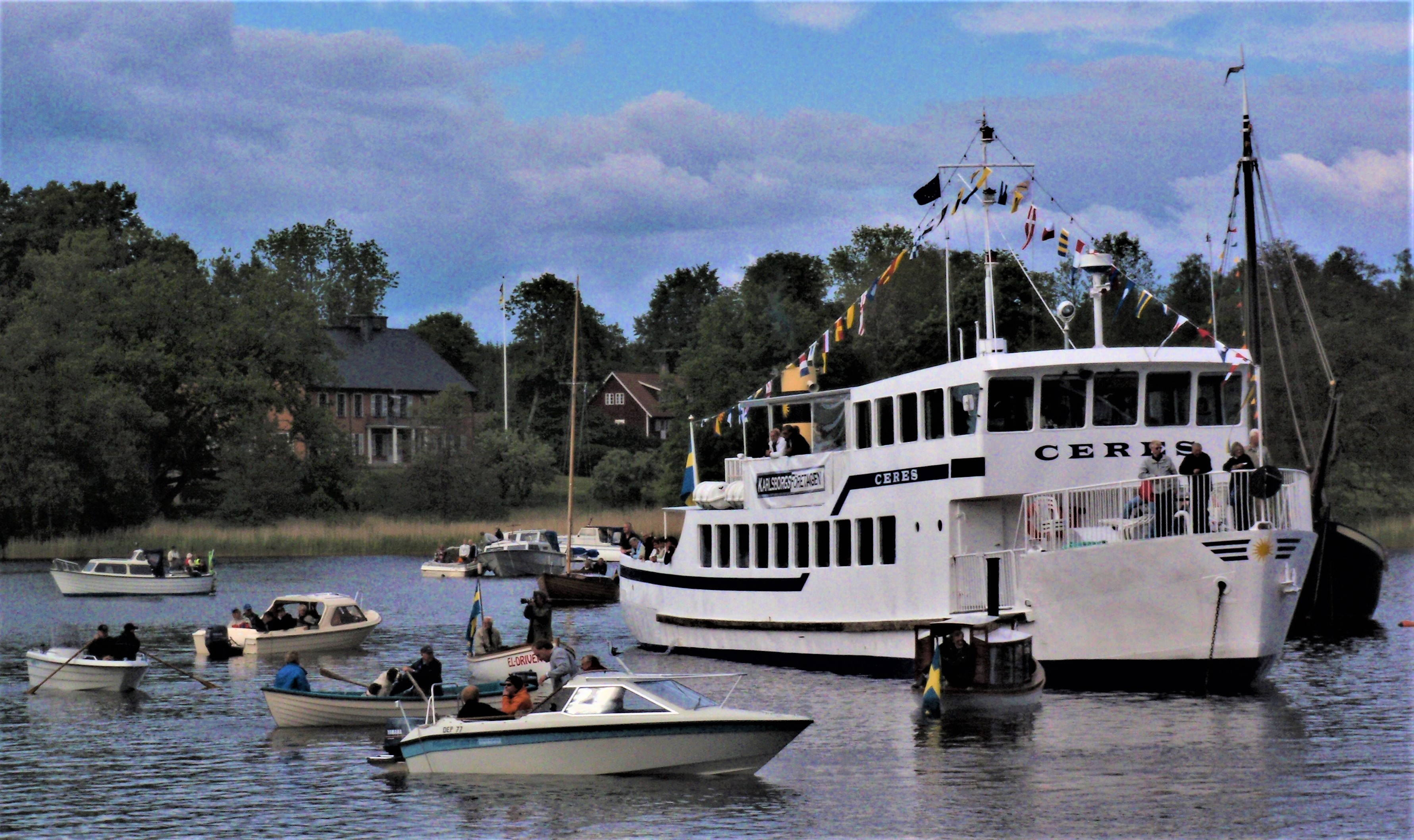
Ceres i Forsvik vid sjösättningen av Eric Nordevall II den 6 juni, 2009.

Ceres är ett passagerarfartyg på Göta kanal. Fartyget byggdes 1953 vid Marinverkstäderna i Karlskrona som ammunitions- och mintransportfartyg med namnet ATB 3. Fartygets varvsnummer är 326. Skrovet är av stål. Fartygets namn var mellan 1987 och 2001 Maribell.
Nuvarande maskineri ger fartyget en fart av 8 knop. Passagerarkapaciteten är 193 passagerare.

| Fartygsdata | Vid leverans från varv | Idag        |
| ----------- | ---------------------- | ----------- |
| Längd öa    | 30,40 meter            | 30,40 meter |
| Bredd       | 6,00 meter             | 6,20 meter  |
| Djupgående  | -                      | 1,91 meter  |
| Brt/Nrt     | -                      | 165/67 ton  |

## Historik
- 1953 – Fartyget levererades från Marinverkstäderna till svenska marinen.
- 1987 – Fartyget köptes av Martour AB i Göteborg för 173 000 kr. Fartyget byggdes om till passagerarfartyg vid Sjötorps varv. En ny huvudmaskin installerades, en Saab Scania DSI 211, om 218 hk. Fartyget döptes om till Maribell och sattes i trafik på Göta kanal, Vänern och Trollhätte kanal. Nytt tonnage 165 brt, 67 nrt.
- 2001 – Hösten. Fartyget köptes av Viken Rederi AB i Karlsborg för 2,3 milj kr. Fartyget döptes om till Ceres och sattes i trafik på Göta kanals västra del.
- 2005 – Huvudmaskinen byttes mot en begagnad Volvo Penta TAMD 120 om 300 hk.